# Tony Cabral
Antonio F. D. "Tony" Cabral (Ilha do Pico, 26 de Janeiro de 1955) é um atual membro da câmara dos Representantes de Massachusetts para o distrito 13 de Bristol. Possui origem portuguesa açoriana.

## Biografia
Em 1969, quando Cabral tinha 14 anos de idade, ele e sua família emigraram da Ilha do Pico nos Açores para Bristol, Rhode Island. Quando ele veio pela primeira vez para os EUA, que ninguém da sua família falava inglês.
Ele freqüentou a escola durante o dia e trabalhava à noite para ajudar no sustento da família. Cabral formou-se na Bristol Community College e Universidade do Sudeste de Massachusetts (agora UMass Dartmouth), e começou uma carreira como professor de escola pública. Cabral ensinou línguas e estudos sociais em Taunton, em Massachusetts, Plymouth, Massachusetts, e Carver, Massachusetts, antes de entrar na política.

## Câmara dos Representantes de Massachusetts
Cabral foi eleito para a Câmara dos Representantes de Massachusetts, em 1990. Ele é o atual presidente do Comitê da câmara sobre garantias, Despesas de Capital e do património do Estado e também serve a Comissão Especial de Redistritamento.

Como Representante do Estado, Cabral trabalhou para alargar os créditos fiscais históricos, aprovar legislação antibullying, assegurar financiamento para a educação em New Bedford, e reforçar os requisitos de registo para criminosos sexuais.
Ele também é um apoiante dos pescadores de New Bedford e da Trilho da Costa Sul.
Ele também apoiou uma proposta que permitiria audiências a ser realizado em casos que envolvem certos tipos de arma do crime.

## Campanha para prefeito de 2011
Em 6 de junho de 2011, Cabral anunciou que ele estava correndo para o Prefeito de New Bedford. Ele concorreu contra a Vereadora Linda M. Morad e o Assistente de Advogado de Estados Unidos Jon Mitchell. O atual Prefeito Scott W. Lang não concorreu para a re-eleição.
Em 8 de novembro 8 de 2011 Cabral foi derrotado na corrida a prefeito por Mitchell 52%-48%, tendo um total de 9,039 votos para Jon Mitchell 9,878 votos.

## Honras
Cabral recebeu a Medalha da Ordem de Timor-Leste , em 2017.